# Claude Roussel
Pour les articles homonymes, voir Claude Roussel (imprimeur) et Roussel.
Claude Roussel, né le 6 juillet 1930 à Edmundston (Nouveau-Brunswick) et mort le 28 mai 2025 à Moncton (Nouveau-Brunswick), est un artiste en art visuel canadien. Il est considéré comme un pionnier de la sculpture en Acadie.

## Biographie

### Études
Né le 6 juillet 1930 à Edmundston au Nouveau-Brunswick, Claude Roussel sculpte sur bois dès l'âge de dix ans. Il est exposé pour la première fois à l'âge de 17 ans.
Il étudie la sculpture avec Paul Carmel Laporte, le pionnier des arts visuels au Madawaska. Après quelques années de travail, il étudie de 1950 a 1956 à l’École des beaux-arts de Montréal, où il obtient un diplôme en enseignement et un autre en sculpture.
À Edmundston, il devient le premier artiste à donner des cours d'art dans les écoles publiques francophones de la province. Il est conservateur adjoint de la galerie d'art Beaverbrook à Fredericton entre 1959 et 1961. C'est à cet endroit qu'il sculpte sa première œuvre monumentale, Les deux castors, qui est donnée à Lord Beaverbrook par le gouvernement du Nouveau-Brunswick à l'occasion de son 80e anniversaire.
En 1961, une bourse exceptionnelle du Conseil des arts du Canada lui permet de se rendre en Europe, où il s'intéresse surtout à la décoration architecturale en Angleterre, en France, en Italie et l'Espagne.

### Université de Moncton

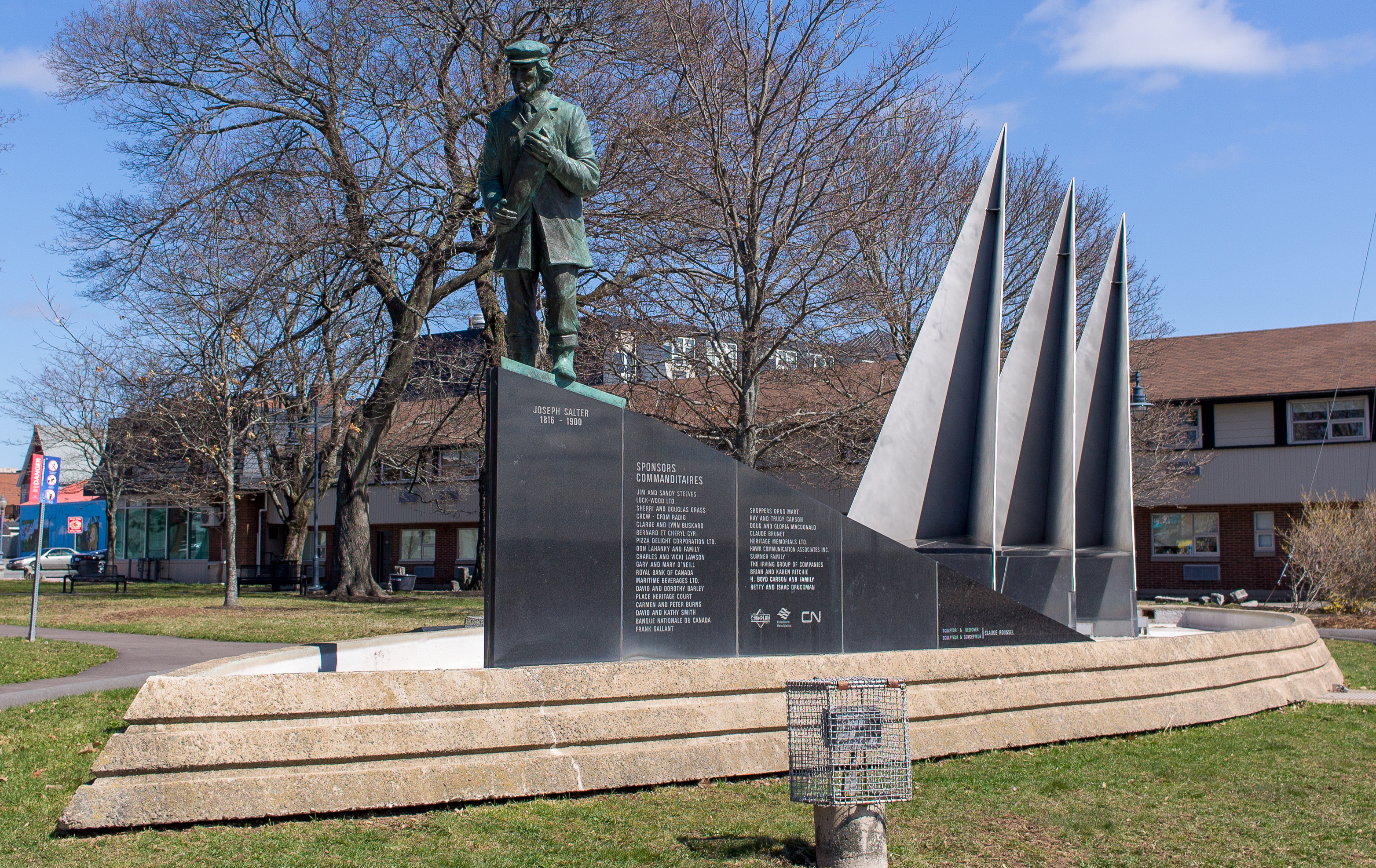
Le Monument 100 Moncton par Claude Roussel.

Une deuxième bourse reçue en 1963 lui permet de devenir artiste résident à l'Université de Moncton. Claude Roussel fonde le département des arts visuels la même année et une galerie d'art en 1965. Il organise deux premières expositions d'artistes acadiens, Sélection 65 et Sélection 67. Il enseigne à l'université jusqu'à sa retraite en 1992. Il dirige le département de 1963 à 1971 et de 1976 à 1979. Il est membre de la Fondation d'éducation des Maritimes et de la Jack Chambers Memorial Foundation. Il est président du Fonds d'acquisition Louise-et-Reuben-Cohen de la Galerie d'art de l'Université de Moncton jusqu'en 1991. Il fonde le Front des artistes canadiens (en) (CARFAC), dont il préside de 1971 à 1976.

### Retraite
Claude Roussel se retire de l'enseignement en février 1992 et, depuis ce temps, se consacre entièrement à la création dans son atelier de Cap-Pelé.
Il meurt le 28 mai 2025 à Moncton à l'âge de 94 ans,.

## Style et inspirations
Claude Roussel a été inspiré par certaines œuvres de Paul Carmel Laporte, tout comme ses autres élèves. Entre autres, Retour à la Santé rappelle la sculpture de la première chirurgie à Saint-Basile, tandis que Courage et dévouement a servi de modèle au Monument du Désastre d'Escuminac.

## Œuvres notables
Claude Roussel a fait 60 expositions individuelles et 140 expositions collectives. Il a réalisé plus de 60 sculptures monumentales. Ses œuvres se retrouvent dans plusieurs pays du monde mais surtout au Nouveau-Brunswick et au Québec.
- Les castors (1959)
- Statues de Pie X, François d'Assise, Antoine de Padoue et Thérèse de l'Enfant-Jésus à la Cathédrale Notre-Dame-de-l'Assomption de Moncton (1962-1963), Moncton (Nouveau-Brunswick).
- Monument du Désastre d'Escuminac (1969), Escuminac (Nouveau-Brunswick).
- Atlantique (1976), Kingston (Ontario).
- Brûlez et détruisez tout (1986).
- Énerloizes/Dyna Bolts (1988), Jardin Olympique de Séoul (Corée du Sud)
- Monument père Clément-Cormier (1990), Moncton (Nouveau-Brunswick).
- Monument 100 Moncton (1990), Moncton (Nouveau-Brunswick).
- Transition 2000, 1999, murale pour la UNI Coopération financière, Moncton (Nouveau-Brunswick).
- Buste de mère Marie-Léonie (2005), Memramcook (Nouveau-Brunswick).
- Sainte Anne et le peuple des Premières Nations et La vie de la Vierge Marie (2006), mosaïques à la cathédrale Notre-Dame-de-l'Assomption de Moncton, Moncton (Nouveau-Brunswick).

## Principales expositions
- 1993: Roussel en Relief, quatre-vingt œuvres[2]
- 1997: Sélection 1997[2]

## Distinctions
- 1964 : médaille Allied Arts de l'Institut royal d'architecture du Canada[2]
- 1967 : médaille du Centenaire[2]
- 1972 : Chevalier de l'ordre de la Pléiade[2]
- 1976 : Symposium olympique[2]
- 1977 : médaille commémorative de la Reine[2]
- 1982 : médaille de l'ordre de la Pléiade[2]
- 1984 : Membre de l'Ordre du Canada[2]
- 1989 : premier prix de l'exposition Marion-McCain, Galerie d'art Beaverbrook, Fredericton[2]
- 1992 : médaille du 125e anniversaire du Canada[2]
- 2002 : membre de l'Ordre du Nouveau-Brunswick.
- 2005 : prix du lieutenant-gouverneur du Nouveau-Brunswick pour l’œuvre de toute une vie.